# Chapelle Saint-Jean d'Amboise
Pour les articles homonymes, voir Chapelle Saint-Jean.
La chapelle Saint-Jean est un édifice religieux voué au culte catholique situé dans la commune française d'Amboise, dans le département d'Indre-et-Loire, en région Centre-Val de Loire.

## Localisation
La chapelle est située dans la partie orientale de l'Île d'Or, qui sépare en deux le lit de la Loire, en amont du pont du Maréchal-Leclerc. Elle est implantée à une altitude de 57 m, soit 5 m au-dessus du niveau moyen du fleuve.

## Histoire
Commanderie Saint-Jean d'Amboise
La chapelle est l'unique vestige d'un monastère de l'ordre de Saint-Jean de Jérusalem bâti par les chevaliers de cet ordre vers 1175. D'autres bâtiments, au nord et au sud, étaient attenants à cette chapelle.
Elle est classée au titre des monuments historiques français en 1938.

## Description
La chapelle se compose d'une nef unique à trois travées que prolonge un chœur terminé par un chevet plat qu'éclaire un triplet. Elle mesure dans l'œuvre 17,50 × 6,05 m.